# 弗朗兹·鲍曼

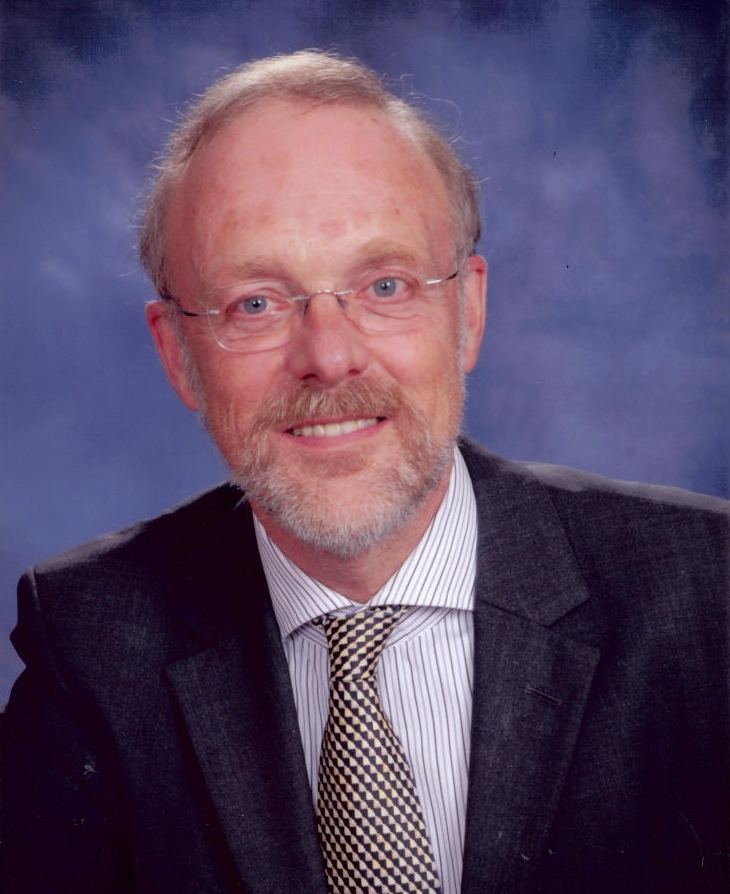
弗朗兹·鲍曼

弗朗兹·鲍曼（德語：Franz Baumann，1953年9月23日—），德国人，前任联合国官员，曾在纽约的联合国秘书处担任助理秘书长和环境与和平行动问题特别顾问，直至2015年底。

## 生平
鲍曼生于施兰贝格，1973年获得Schramberg中学毕业证书，之后在康斯坦茨大学学习社会科学和管理，主修国际管理。1975年在英国布里斯托尔大学研修艺术史。1979年，获得康斯坦茨大学公共行政管理学位。1992年，获得加拿大渥太华卡尔顿大学政治学博士学位。他的妻子芭芭拉·吉布森是一名加拿大外交官，2004至2008年在维也纳担任加拿大驻欧洲安全与合作组织大使，自2015年开始在纽约担任多边主义问题独立委员会副秘书长。他们的女儿生于2000年。

## 职业经历
1976年，鲍曼开始为设在卢森堡的欧洲议会工作。1979年，他在布鲁塞尔的欧洲联盟委员会工作。1980年，他在慕尼黑的西门子公司工作。
鲍曼的联合国生涯始于1980年。1980至1982年间，他担任联合国开发计划署(开发署)和联合国工业发展组织(工发组织)驻尼日利亚的协理专家。随后，他曾任职于联合国秘书处多个部门，包括管理部、维持和平行动部和秘书长办公厅等。1993年，他成为联合国和美洲国家组织海地人权联合观察团(海地文职特派团)首席行政干事。 
2002年，他被任命为联合国维也纳办事处(维也纳办事处)管理主任。2004年，被任命为维也纳办事处副总干事。2006年，被任命为联合国毒品和犯罪问题办公室(毒品和犯罪问题办公室)副执行主任。2007年，被任命为联合国外层空间事务办公室(外空办)代理主任。
2009年，他被任命为联合国秘书处大会和会议管理部助理秘书长。2014年9月，他成为部署“团结”项目高级协调员。2015年9月，他成为环境与和平行动问题特别顾问。
自2013年起，他担任柏林的赫尔梯行政学院董事会成员。
自2015年起，他担任纽约的德国国际学校董事会成员。

## 外部連結
- SG/A/1182 BIO/4082 （页面存档备份，存于）